# Memphis Minnie
 Memphis Minnie (geboren als Lizzie 'Kid' Douglas, in Tunica County of in New Orleans, 3 juni 1897 - Memphis, 6 augustus 1973) was een Amerikaanse blueszangeres, componiste, songwriter en gitariste.
Zowel haar composities als haar optredens maakten haar al snel beroemd in Amerika, mede omdat ze in die tijd een van de weinige donkere vrouwen was die zich met deze muziek bezighielden. Ze nam 200 liedjes op, de bekendste zijn "Bumble Bee", "Nothing in Rambling",en "Me and My Chauffeur Blues".
Ze overleed op 76-jarige leeftijd en werd begraven in DeSoto County.

## Jeugd
Douglas werd geboren op 3 juni 1897, waarschijnlijk in Tunica County in de staat Mississippi, hoewel ze beweerde te zijn geboren in New Orleans en opgegroeid te zijn in Algiers, een historische wijk van New Orleans. Ze was de oudste van 13 broers en zussen. Haar ouders, pachtboeren Abe en Gertrude Douglas, gaven haar de bijnaam Kid toen ze jong was, en haar familie noemde haar zo haar hele jeugd. Zij vond haar naam Lizzie niet leuk vond, en ging daarom optreden onder de naam Kid Douglas.
Toen ze zeven jaar oud was, verhuisden zij en haar familie naar Walls, Mississippi, net ten zuiden van Memphis (Tennessee). Het jaar daarop kreeg ze haar eerste gitaar als kerstcadeau. Ze leerde banjo spelen toen ze 10 was en gitaar toen ze 11 was, toen ze op feestjes begon te spelen. Het gezin verhuisde later naar Brunswick (Tennessee). Nadat Minnies moeder stierf, in 1922, verhuisde Abe Douglas terug naar Walls, waar hij in 1935 stierf.

## Carrière
In 1910 liep ze op 13-jarige leeftijd van huis weg en ging in Beale Street in Memphis wonen. Ze speelde het grootste deel van haar tienerjaren op straathoeken en keerde af en toe terug naar de boerderij van haar familie als ze geen geld meer had. Haar optredens op straat leidden van 1916 tot 1920 tot een tournee door het zuiden met het Ringling Brothers Circus. Daarna keerde ze terug naar Beale Street, met zijn bloeiende bluesscene, en verdiende haar brood door gitaar te spelen en te zingen, en haar inkomen aan te vullen met sekswerk (in die tijd was het niet ongewoon voor vrouwelijke artiesten om sekswerk te doen uit financiële noodzaak). 
In 1929 begon ze op te treden met Joe McCoy, haar tweede echtgenoot. Ze werden ontdekt door een talentscout van Columbia Records toen ze voor een kapperszaak speelden. Zij en McCoy gingen voor opnames naar New York en kregen van een Columbia A&R-man daar de namen Kansas Joe en Memphis Minnie. In de jaren 1930-1934 brachten zij en McCoy op het Vocalion label een reeks platen uit als duo, waaronder het nummer "Bumble Bee", dat ze al hadden opgenomen voor Columbia, maar dat nog niet was uitgebracht. Het werd een van Minnie's populairste nummers; ze nam er uiteindelijk vijf versies van op, waaronder een met de Memphis Jug Band in 1930 bij Victor Records. Minnie en McCoy bleven opnemen voor Vocalion tot augustus 1934, waarna ze een paar sessies deden voor Decca Records. Hun laatste sessie samen was voor Decca, in september voor zij uit elkaar gingen in 1935.
In 1935 verhuisde Minnie naar Chicago en sloot zich aan bij een groep muzikanten die regelmatig werkte voor de platenproducent en talentscout Lester Melrose. Als solo-artiest begon Minnie te experimenteren met verschillende stijlen en geluiden. Ze nam in juli 1935 vier kanten op voor Bluebird Records, keerde in augustus terug naar het Vocalion label en nam in oktober nog een sessie op voor Bluebird, dit keer vergezeld door Casey Bill Weldon, haar eerste echtgenoot op slide-gitaar. Tegen het einde van de jaren dertig had ze, naast haar output voor Vocalion, bijna 20 kanten voor Decca en acht kanten voor Bluebird opgenomen. Ze toerde ook uitgebreid in de jaren 1930, voornamelijk in het Zuiden.
In 1938 keerde Minnie terug naar het Vocalion-label om opnames te maken, dit keer vergezeld door Charlie McCoy, de broer van Kansas Joe, op mandoline. Rond deze tijd trouwde ze met de gitarist en zanger Ernest Lawlars, beter bekend als Little Son Joe. Ze begonnen samen op te nemen in 1939, waarbij Son een meer ritmische achtergrond toevoegde aan Minnie's gitaar. Ze namen in de jaren 1940 op voor Okeh Records en bleven een decennium lang samen opnemen. In 1941 was Minnie begonnen met het spelen op elektrische gitaar, en in mei van dat jaar nam ze haar grootste hit op, "Me and My Chauffeur Blues". Een vervolgsessie produceerde nog twee bluesstandaarden, "Looking the World Over" en Lawlars' "Black Rat Swing" (uitgebracht onder de naam "Mr. Memphis Minnie"). In de jaren veertig bleven Minnie en Lawlars werken in hun 'thuisclub', Chicago's populaire 708 Club, waar ze vaak werden vergezeld door Big Bill Broonzy, Sunnyland Slim of Snooky Pryor, maar speelden ook in veel van de andere bekendere nachtclubs in Chicago. Tijdens de jaren 1940 traden Minnie en Lawlars samen en afzonderlijk op in de omgeving van Chicago en Indiana. Minnie speelde vaak op "Blue Monday"-feesten in Ruby Lee Gatewood's, aan Lake Street. De dichter Langston Hughes, die haar zag optreden in de 230 Club op oudejaarsavond 1942, schreef over haar "harde en sterke stem" die harder en sterker werd gemaakt door versterking en beschreef het geluid van haar elektrische gitaar als "een muzikale versie van elektrische lassers plus een walserij."
Later in de jaren veertig woonde Minnie in Indianapolis en Detroit. Ze keerde terug naar Chicago in de vroege jaren 1950. Tegen het einde van de jaren veertig waren clubs begonnen met het inhuren van jongere en goedkopere artiesten, en liet Columbia bluesartiesten, waaronder Memphis Minnie vallen. Omdat ze zich niet kon aanpassen aan veranderende smaken, stapte ze over naar kleinere labels, zoals Regal, Checker en JOB.

## Later leven en overlijden
Minnie bleef opnemen tot in de jaren vijftig, maar haar gezondheid begon af te nemen. Toen de publieke belangstelling voor haar muziek tanende was, stopte ze met haar muzikale carrière en in 1957 keerden zij en Lawlars terug naar Memphis. Af en toe verscheen ze op de radiostations in Memphis om jonge bluesmuzikanten aan te moedigen. In 1958 speelde ze op een herdenkingsconcert voor Big Bill Broonzy. Zoals de Garons in Woman with Guitar schreven: "Ze legde haar gitaar nooit neer, totdat ze hem letterlijk niet meer kon oppakken." In 1960 kreeg ze een beroerte, waardoor ze in een rolstoel belandde. Lawlars stierf het jaar daarop en Minnie kreeg korte tijd daarna opnieuw een beroerte. Ze kon niet langer rondkomen van haar bijstandsinkomen. Tijdschriften schreven over haar benarde situatie en lezers stuurden haar geld om haar te helpen. Ze bracht haar laatste jaren door in het Jell Nursing Home, in Memphis, waar ze in 1973 stierf aan een beroerte. Ze is begraven op de New Hope Baptist Church Cemetery, in Walls, DeSoto County, Mississippi. Een door Bonnie Raitt betaalde grafsteen werd op 13 oktober 1996 opgericht door het Mount Zion Memorial Fund, in aanwezigheid van 34 familieleden, waaronder haar zus Bob. De ceremonie werd opgenomen voor uitzending door de BBC.

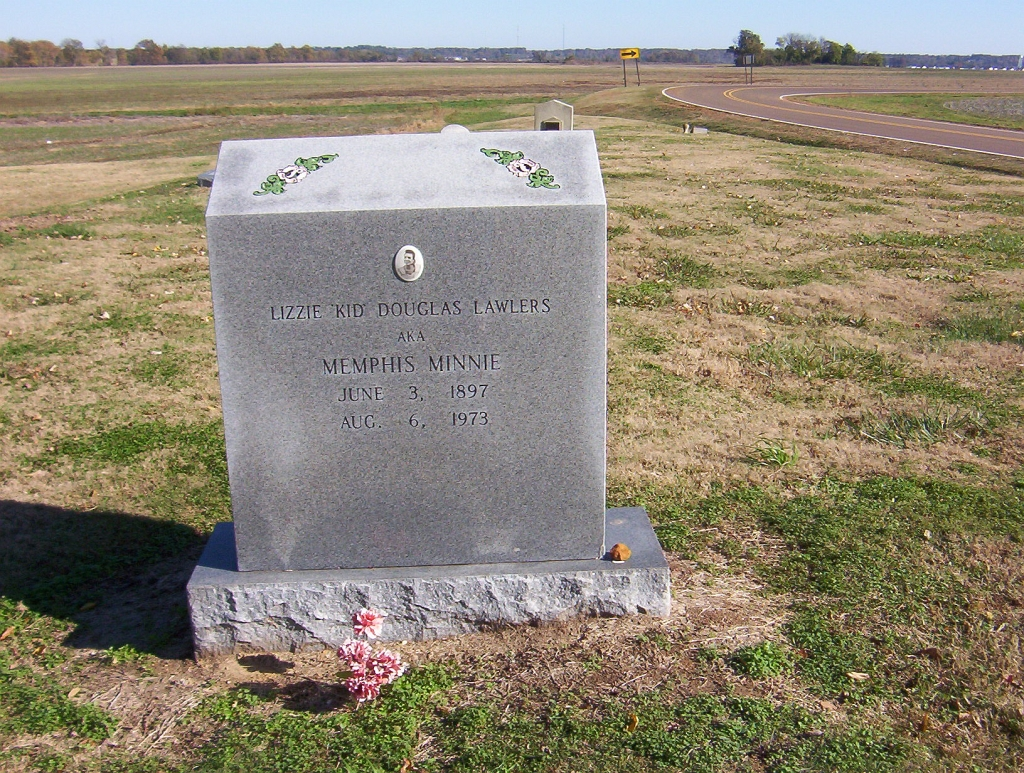
Memphis Minnie Gravestone Walls MS

Op haar grafsteen staat: Lizzie "Kid" Douglas Lawlers aka Memphis Minnie.
De inscriptie op de achterkant van haar grafsteen luidt:
De honderden kanten die Minnie opnam, zijn het perfecte materiaal om ons over de blues te leren. Want de blues is tegelijk algemeen en bijzonder, sprekend voor miljoenen, maar met een hoogst unieke, individuele stem. Als we naar Minnie's liedjes luisteren, horen we haar fantasieën, haar dromen, haar verlangens, maar we zullen ze horen alsof ze van onszelf zijn.

## Karakter en persoonlijk leven
Minnie stond bekend als een gepolijste professional en een onafhankelijke vrouw die voor zichzelf wist te zorgen. Ze presenteerde zichzelf aan het publiek zowel als vrouwelijk en als dame met het dragen van dure jurken en sieraden, maar ze was agressief als het moest en was niet verlegen als het op vechten aankwam. Volgens de bluesmuzikant Johnny Shines: "Elke man die met haar de draak stak, zou ze meteen pakken. Ze nam geen dwaasheid van hen aan. Gitaar, zakmes, pistool, alles wat ze in haar hand zou krijgen zou ze gebruiken". Volgens Homesick James kauwde ze de hele tijd op tabak, zelfs tijdens het zingen of gitaarspelen, en had ze altijd een kopje bij de hand voor het geval ze wilde spugen. De meeste muziek die ze maakte was autobiografisch.
Minnie is drie keer getrouwd geweest, hoewel er geen huwelijksakten zijn gevonden. Er wordt aangenomen dat haar eerste echtgenoot Casey Bill Weldon was, met wie ze begin jaren twintig trouwde. Haar tweede echtgenoot was de gitarist en mandolinespeler Kansas Joe McCoy, met wie ze in 1929 trouwde. Ze vroegen in 1934 een echtscheiding aan. McCoy's jaloezie op het professionele succes van Minnie zou een reden zijn voor het uiteenvallen van hun huwelijk. Rond 1938 ontmoette ze de gitarist Ernest Lawlars (Little Son Joe), die haar nieuwe muzikale partner werd, ze trouwden kort daarna; Minnie's vakbondspapieren geven haar naam vanaf 1939 als Minnie Lawlars. Lawlars droeg liedjes aan haar op, waaronder 'Key to the World', waarin hij haar aanspreekt als 'de vrouw die ik nu heb' en haar 'de sleutel tot de wereld' noemt.
Minnie was niet religieus en ging zelden naar de kerk; de enige keer dat ze naar de kerk zou zijn gegaan, was om een gospelgroep te zien optreden. Ze werd kort voor haar dood gedoopt, waarschijnlijk om haar zus Daisy Johnson een plezier te doen. Een huis in Memphis waar ze ooit woonde, op 1355 Adelaide Street, bestaat nog steeds.

## Muzikale erfenis
Memphis Minnie is omschreven als "de meest populaire vrouwelijke country blues zangeres aller tijden". Big Bill Broonzy zei dat ze "een gitaar kon oppakken en zo goed kon zingen als geen man die ik ooit heb gehoord". Ze had invloed op latere zangers, zoals Big Mama Thornton, Jo Ann Kelly en Erin Harpe. Ze werd in 1980 opgenomen in de Hall of Fame van de Blues Foundation.
"Me and My Chauffeur Blues" werd opgenomen door Jefferson Airplane op hun debuutalbum, Jefferson Airplane Takes Off, met Signe Anderson als leadzanger. "Can I Do It for You" werd opgenomen door Donovan in 1965, onder de titel "Hey Gyp (Dig the Slowness)". Een lied van Memphis Minnie en Kansas Joe McCoy uit 1929, "When the Levee Breaks", werd aangepast (met gewijzigde teksten en een andere melodie) door Led Zeppelin en uitgebracht in 1971 op hun vierde album. "I'm Sailin'" werd gecoverd door Mazzy Star op hun debuutalbum uit 1990 "She Hangs Brightly". Haar familie klaagt momenteel platenmaatschappijen en sommige artiesten aan voor royalty's en voor het zonder toestemming gebruiken van haar muziek. In 2007 werd Minnie geëerd met een gedenkplaat op de Mississippi Blues Trail in Walls, Mississippi.
- Bibsys: 9003472
- Biblioteca Nacional de España: XX990482
- Bibliothèque nationale de France: cb13897386w (data)
- Gemeinsame Normdatei: 119088207
- International Standard Name Identifier: 0000 0000 7977 8528
- Library of Congress Control Number: n90724280
- MusicBrainz: ff748426-8873-4725-bdc7-c2b18b510d41
- Nederlandse Thesaurus van Auteursnamen: 099847779
- Réseau des bibliothèques de Suisse occidentale: 02-A006215765
- LIBRIS: 309005
- SNAC: w6cr94zf
- Système universitaire de documentation: 086949500
- Virtual International Authority File: 74038299
- WorldCat: E39PBJwmVj3KVbCmrjm7ykHBfq